# Maomé ibne Abi Becre Alzuri
Maomé ibne Abi Becre Alzuri (em árabe: محمد بن أبي بكر الزهري; romaniz.: Muḥammad ibn Abi Bakr al-Zuhri) de Granada (fl.  1130–1150) foi um geógrafo muçulmano do século XII. Foi o escritor de uma obra notável, Kitāb al-Jughrāfiyya (Livro de Geografia). Foi capaz de usar os escritos dos geógrafos do reinado do califa Almamune (r. 813–833) de Baguedade.